# アキダバン (装甲艦)
| 竣工当時のアキダバン | |
| 艦歴                 | |
| 発注                 | サミューダ・ブラザーズ造船所 |
| 起工                 | 1883年6月18日 |
| 進水                 | 1885年1月17日 |
| 就役                 | 1887年 |
| 退役                 | |
| その後               | 解体処分 |
| 除籍                 | 1906年1月22日 |
| 前級                 | リアシュエロ |
| 次級                 | |
| 性能諸元（竣工時）   | |
| 排水量               | 常備：5,029トン 満載：-トン |
| 全長                 | 85.4m |
| 全幅                 | 15.86m |
| 吃水                 | 5.6m |
| 機関                 | 型式不明石炭専焼円缶8基 +レシプロ機関2基2軸推進 |
| 最大出力             | 6,500hp（1898年：7,300hp） |
| 最大速力             | 15.8ノット（機関航行時） |
| 航続距離             | 10ノット/4,500海里（機関航行時） |
| 燃料                 | 石炭：:300トン （1898年：800トン） |
| 乗員                 | 277名（1898年：367名） |
| 兵装                 | アームストロング 1881年型 23.4cm（-口径）連装砲2基 アームストロング 1861年型 70ポンド：14cm（-口径）単装砲4基 オチキス 1879年型 3.7cm（23口径）機砲15基 35.6cm水上魚雷発射管単装3基 35.6cm水中魚雷発射管2基 （1898年： アームストロング 20.3cm（-口径）連装砲2基 アームストロング 12cm（-口径）単装速射砲4基 アームストロング 5.7cm（40口径）単装速射砲8基 35.6cm水中魚雷発射管単装2基） |
| 装甲（鉄製）         | 舷側：280mm（水線部最大厚）、178mm（水線末端部）、51mm（艦首部） 主砲バーベット部：254mm 司令塔：254mm（最大厚） |

アキダバン (ポルトガル語:Encouraçado de Esquadra Aquidabã) はブラジル海軍の舷側砲塔装甲艦。同型艦はない。

## 概要
本艦はブラジル海軍が自国の沿岸警備のためにイギリスに発注した装甲艦である。ブラジルの革新の時代であったために本艦は二度の内乱に参加し、二度目では自国の魚雷艇の雷撃で撃沈され、図らずも主力艦に対する魚雷の威力を全世界に知らしめてしまった艦である。

## 艦形
本艦の基本構造は艦首水面下に衝角を持つ平甲板型船体に3本の帆走用マストと1本煙突を持つ装甲フリゲートで、中央部に箱型の操舵艦橋と煙突を配置した事により、船体の舷側甲板上に23.4cm単装砲2基を収めた連装式主砲塔を前後に互い違いに配置しており、1基の主砲が艦首から艦尾まで片舷180度＋反対舷側の限定された範囲に発射できた。この配置は前方および後方には全主砲を向ける事ができるが、片舷方向には極めて限定された範囲しか向ける事ができなかった。艦載艇は主砲の爆風を避けるために船体中央部の上部構造物上に配置され、マストの両脇に設けられた2本1組のボート・ダビッドにより高所から水面に降ろされた。上部構造物は砲塔の射界を確保するために一部が切り欠かれて反対舷への方針を向けられるようになっており、上部に連絡用の橋が設けられていた。
近代戦艦の基本形が完成するまでイギリス海軍の「コロッサス級」やイタリア海軍「カイオ・ドゥイリオ級」など各国の主力艦でかなり採用されたものの、後に艦隊が単縦陣を組むようになると、前後方向より舷側方向に対して全主砲を向けたほうが都合が良いと判明し、その後は用いられなくなった。
本艦の主機関は主砲塔2基の弾薬庫に挟まれる形で船体中央部の主要防御区画（ボックス・シタデル）内部に配置されており、石炭専焼円筒缶を片舷4基ずつ並列に配置し計8基を備え、さらにレシプロ機関を左右1基ずつ、計2基を組み合わせた2軸推進である。最大出力は6,500馬力を発生・速力15.8ノットを発揮でき、石炭を300トン搭載できた。

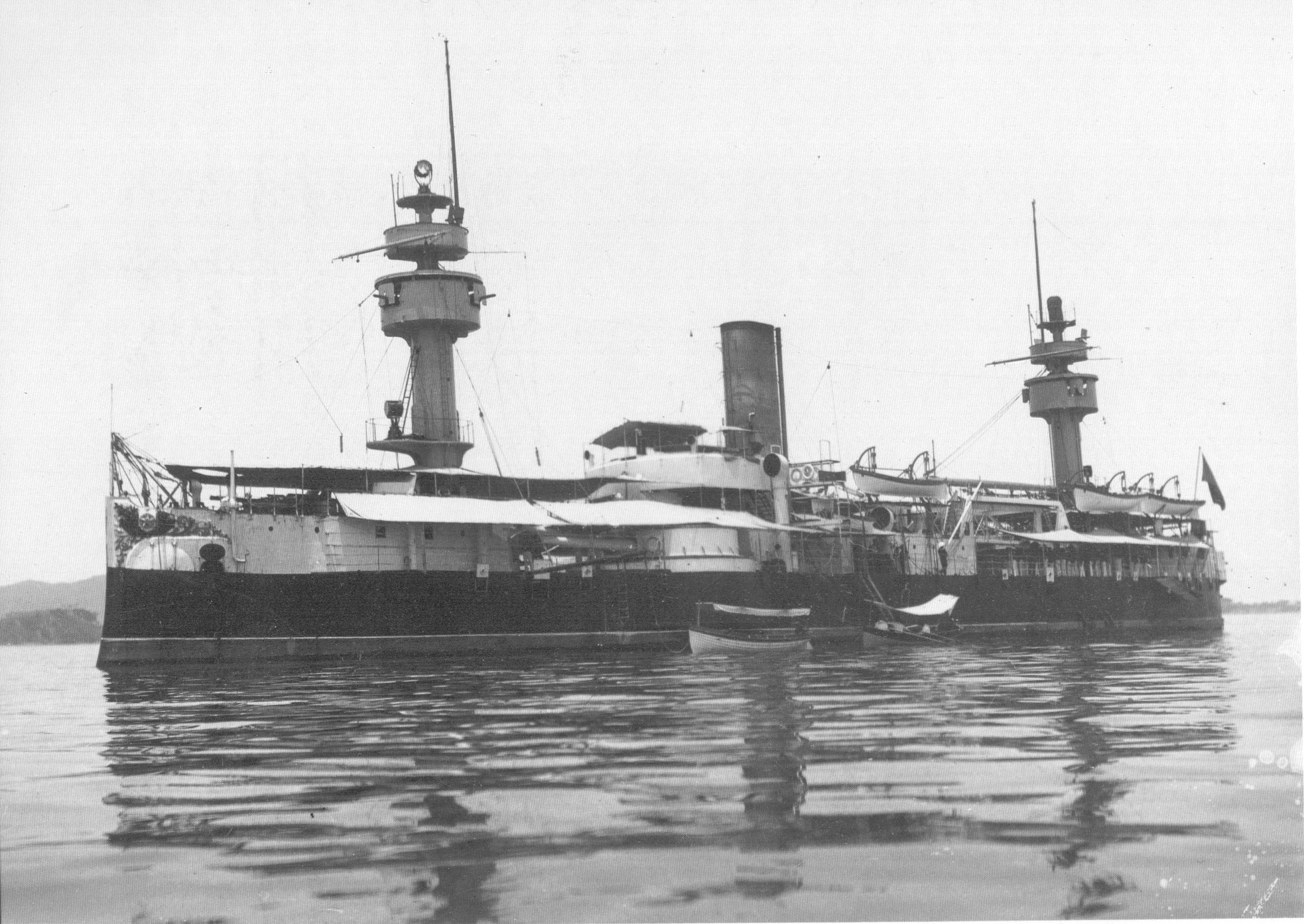
近代化改装後の「アキダバン」

1898年にドイツで近代化改装を行った折に水に浸かった機関を新型の物に更新したため出力は7,300馬力に増加し、石炭搭載量は500トン増加した800トンとなり、10ノットで4,500海里を行動できると計算された。機関のみで外洋航行が可能となったため帆走設備は撤去され、替わりに基部と頂上部に探照灯台を持ち、装甲化された2段の見張り所を持つミリタリー・マストが上部構造物の前後に1基ずつ計2基が立てられた。
船体の修理後、イギリスに回航されて武装の近代化も行われ、主砲塔の武装もアームストロング社の新式20.3cm連装速射砲2基に更新され、副武装も12cm単装速射砲に更新され、艦首の船首楼甲板上に並列配置で防盾の付いた単装砲架2基と艦尾部の舷側配置で片舷1基ずつで計4基配置した。近接戦闘用に5.7cm単装速射砲を上部構造物上に等間隔で片舷4基ずつ計8基を配置した。

## 艦歴
「アキダバン」はイングランドで建造された。1883年6月18日起工。1885年1月17日進水。8月14日に砲撃試験を行った後、12月16日にイングランドを離れた。途中リスボンとバイーアに立ち寄り、1886年1月29日にリオデジャネイロに到着した。
「アキダバン」は、1891年11月23日に始まったクストジオ・ジョゼ・デ・メロ (Custódio José de Mello) 少将が主導する反乱に参加した。1893年、「アキダバン」はアメリカ合衆国で国際観艦式に参加した。
同年、再びデ・メロが起こした海軍の反乱 (Revolta da Armada) の旗艦となった。9月6日夜にメロはリオデジャネイロ港に停泊していた「アキダバン」に乗り込み、艦を掌握。その後、港内にあった艦艇も彼の側についた。9月14日、「アキダバン」、防護巡洋艦「República」、巡洋艦「Trajano」は湾入り口の砦と交戦したが、双方ともに下手な射撃で、ほとんど効果はなかった。9月22日、「アキダバン」、巡洋艦「Trajano」、「Guanabara」と水雷艇1隻はFort Santa Cruzと交戦。23日、24日も続けて戦闘は行われた。9月25日、政府軍が中立であったCbras島へ渡ろうとしたため、「アキダバン」は砲撃を実施。翌日も政府軍側は同じことを試みたが撃退された。9月29日、「アキダバン」近くで認められたイギリス海軍の軍艦旗を掲げたランチの調査が行われたところ、乗っていたアメリカ人がダイナマイトによる「アキダバン」爆破を計画していたようであることが明らかとなった。9月30日、Fort Santa Cruzに対する砲撃が行われ、その際「アキダバン」は各所に被弾した。
11月26日、政府軍がArmaçãoを占領し、「Trajano」と武装商船「Jupiter」がそれを攻撃。11月27日も2隻は攻撃を行い、「アキダバン」はそれを支援した。12月1日未明、「アキダバン」は武装汽船「Esperança」を伴ってリオデジャネイロ湾を離れた。1994年1月12日に「アキダバン」はリオデジャネイロ湾に戻り、湾内で砲撃を受けて2発被弾した。1月16日、「アキダバン」の攻撃とともに反乱軍はMocanguê島に上陸し、同島を占領した。2月4日夜明け、Ilha do Goberndorの砲台が「アキダバン」と防護巡洋艦「Almirante Tamandaré」に対して砲撃を開始。9時40分に停泊場所を変えた際に「アキダバン」はIlha do Goberndorなどの砲台から12発撃たれたが、命中弾はなかった。移動は翌日実施予定の上陸作戦のためで、National Guardの2連隊が反乱側につくことになっていたが、内通が露見したため上陸は実行されなかった。2月9日、反乱軍はArmaçãoに上陸し、「アキダバン」などの援護を得て政府軍を駆逐したが、増援を得た政府軍との戦闘後、反乱軍は撤退した。2月19日、「アキダバン」はPunta d'Areiaの砲台からの1弾を喫した。
1894年2月21日、「アキダバン」は再びリオデジャネイロ湾を離れた。その際「アキダバン」は2発被弾した。4月16日、政府側の水雷砲艦「グスタヴォ・サンパイオ」と水雷艇3隻がサンタカタリナ島と本土の間の海峡の北部に停泊していた「アキダバン」攻撃に向かった。水雷艇1隻は途中で脱落し、もう1隻は攻撃を行えなかったが、「グスタヴォ・サンパイオ」と水雷艇「Pedro Affonso」が魚雷2本ずつを発射し、前者のうちの1本が「アキダバン」の左舷、衝角の先端から約30フィートの場所に命中した。被雷後「アキダバン」は機関を始動して少し移動し、そこで着底した。前部区画に人はおらず、死者は出なかった。
この戦闘の結果、反乱は終息に向かった。また、この攻撃は史上初のブラジル軍による魚雷使用であった。「アキダバン」は6月に浮揚され、ドイツとイギリスで完全な修理と近代化がなされた。
1894年にアキダバンは政府軍によって浮揚された。部分的に修理された後、1898年にドイツのシュテッティンおよびイギリスのエルジックで完全な修理と改装がなされた。
1906年1月21日、Jacuacanga湾に停泊中に弾薬庫が爆発し沈没。212名の死者を出した。